# Хоменко Іван Петрович
Іва́н Петро́вич Хоме́нко (26 серпня 1882, Кобі, сучасний Душетський муніципалітет Грузії — 7 серпня 1935, Александровськ-Сахалінський) — палеонтолог, після закінчення Одеського університету працював у ньому. У 1918—1925 роках професор Одеського сільськогосподарського інституту, з 1926 року співробітник Геологічного комітету у Ленінграді.
Досліджував гіпаріонову фауну півдня України. Дослідження з палеонтології поєднував з розв'язанням питань стратиграфії, особливо пов'язаних з пошуками нафти, вугілля та інших корисних копалин.
Загинув під час експедиції на Сахаліні.